# Hilde Lion
Hildegard Gudilla Lion (Amburgo, 14 maggio 1893 – Haslemere, 8 aprile 1970) è stata una sociologa e educatrice tedesca.

## Biografia

### Infanzia e studi
Nata in una famiglia benestante di commercianti ebrei, dopo il divorzio dei genitori fu affidata alle cure di governanti ed ebbe contatti con la madre. Conseguì il diploma da insegnante al liceo del monastero di San Giovanni e studiò assistenza sociale dal 1917 al 1919 presso il neonato seminario di educazione sociale di Amburgo, che era diretto dalle femministe Gertrud Bäumer e Marie Baum.
Proseguì gli studi di economia e pedagogia in diverse università tedesche, e nel 1924 dissertò a Colonia la sua tesi di dottorato intitolata La lotta di classe e il movimento femminista cattolico-confessionale tedesco, rivelatasi successivamente un caposaldo della letteratura femminista. Conobbe importanti attiviste come Clara Zetkin, Hedwig Dransfeld e Bertha Pappenheim.

### L'attivismo femminista
Lion si avvicinò al Bund Deutscher Frauenvereine (Federazione delle associazioni femminili tedesche) nel 1916, tuttavia riteneva che questa organizzazione fosse troppo formale e parecchio distante dai problemi reali delle giovani donne tedesche. Assieme all'educatrice Emmy Wolff credeva che fosse necessario ripartire dai successi che il movimento femminista aveva precedentemente conseguito per programmare gli obiettivi futuri. In tal senso si attivò anche tra le file del Partito Democratico Tedesco.
Nel 1925 si trasferì a Berlino, dove insegnò a educatori e animatori giovanili nel seminario sociopedagogico dell'Associazione della casa della gioventù di Charlottenburg gestita da Anna von Gierke, la prima istituzione a coniugare questioni sociali ed educative. Lion insegnò poi anche alla scuola sociale femminile di Alice Salomon a Schöneberg e diresse il Comitato per il benessere dei giovani dell'Associazione generale degli insegnanti tedeschi.
Fu direttrice dell'Accademia tedesca per il lavoro sociale ed educativo delle donne (Deutsche Akademie für soziale und pädagogische Frauenarbeit), anche questa fondata da Solomon e distintasi come una delle realtà in favore delle politiche femminili più rinomate della Repubblica di Weimar. In questo periodo pubblicò numerosi studi sulla formazione per il lavoro sociale e sul movimento e volontariato delle donne.

### L'esilio in Inghilterra
Con l'ascesa al potere del nazionalsocialismo, Lion perse il lavoro e dovette riparare in Inghilterra. La sua dissertazione venne inserita nelle prime liste di libri proibiti. Grazie al sostegno dei quaccheri e di Bertha Bracey, nel Surrey fondò la Stoatley Rough School, un collegio per bambini profughi tedeschi. Qui ebbe tra le sue assistenti Luise Leven, Emmy Wolff, Eleonore Astfalck e Johanna Rücken.
Dopo la seconda guerra mondiale decise di restare in Inghilterra, anche se talvolta si recava in Germania a visitare le strutture di Charlottenburg.